# (172627) 2003 XP10
2003 أكس بي 10 (ويعرف أيضًا باسم (172627) 2003 أكس بي 10 وفق تسمية الكوكب الصغير) (بالإنجليزية: 2003 XP10)‏ هو كويكب ضمن حزام الكويكبات؛ وترتيبه 172627 من حيث الاكتشاف.
اكتُشف هذا الجُرم الفلكي بواسطة جيمس ويتني يونغ في 9 ديسمبر 2003.

## وصلات خارجية
- (172627) 2003 XP10 في قاعدة بيانات مختبر الدفع النفاث لأجرام النظام الشمسي الصغيرة

- الاكتشاف · مخطط المدار ·  العناصر المدارية · المعلمات المادية

- (172627) 2003 XP10 على موقع ويكي سكاي: DSS2, SDSS, GALEX, IRAS, Hydrogen α, X-Ray, Astrophoto, Sky Map, Articles and images